# Auckland City Football Club
L'Auckland City Football Club è una società calcistica neozelandese con sede nella città di Auckland. Gioca le partite casalinghe allo Stadio Kiwitea Street (5 000 posti) e milita nella New Zealand National League, il campionato neozelandese di calcio.
Fondata nel 2004, è la società calcistica più titolata della Nuova Zelanda nonché del continente, potendo vantare dieci campionati neozelandesi, una coppa nazionale, tredici OFC Champions League e una Coppa del Presidente dell'OFC. È inoltre la squadra che conta più partecipazioni (11) alla Coppa del mondo per club FIFA. 

## Storia
Costituito nel 2004, nel 2006 ha conseguito il primo successo, vincendo il campionato oceaniano per club, poi divenuto OFC Champions League. Nel ventennio seguente ha vinto altre undici volte il torneo, arrivando alla cifra record di dodici trionfi nel 2024.
Dal 2004 al 2022 ha vinto per nove volte il campionato neozelandese, stabilendo un primato.
Nel 2006 ha partecipato per la prima volta alla Coppa del mondo per club FIFA. Dopo aver perso il quarto di finale contro gli egiziani dell'Al-Ahly, i neozelandesi sono stati battuti per 3-0 dai sudcoreani del Jeonbuk Motors nella finale per il quinto posto e quindi si sono piazzati al sesto posto.
Nel 2009 ha disputato per la seconda volta la Coppa del mondo per club. Superato il primo turno battendo gli emiratini dell'Shabab Al-Ahli, la squadra neozelandese è uscita al secondo turno contro i messicani dell'Atlante. Ha poi ottenuto la quinta piazza battendo i congolesi del TP Mazembe nella finale per il quinto posto.
Dal 2010-2011 al 2017 ha vinto per sette volte consecutive l'OFC Champions League, stabilendo una striscia record e giungendo a nove successi nel torneo.
Nel 2011, alla terza partecipazione alla Coppa del mondo per club, ha perso la prima partita contro i nipponici del Kashiwa Reysol per 2-0, piazzandosi dunque al settimo e ultimo posto nel torneo, senza segnare nemmeno una rete.
Nel 2012 l'Auckland City ha preso parte per la quarta volta alla Coppa del mondo per club, dove è stato eliminato al termine della prima partita dai nipponici del Sanfrecce Hiroshima, piazzandosi quindi settimo.
Nel 2014, alla sesta partecipazione (record assoluto) alla Coppa del mondo per club FIFA, ha raggiunto il terzo posto battendo i messicani del Cruz Azul ai rigori. È il miglior posizionamento di sempre per una rappresentativa dell'OFC nella competizione.
Nel 2014 l'Auckland City ha vinto l'unica edizione della Coppa del Presidente dell'OFC.
Nel 2022 ha vinto per la prima volta la Coppa della Nuova Zelanda.
Dal 2022 al 2025 ha vinto per quattro volte di fila l'OFC Champions League, arrivando a quota tredici successi nella competizione.

## Palmarès

### Competizioni nazionali
- New Zealand National League: 10 (record)

2004-2005, 2005-2006, 2006-2007, 2008-2009, 2013-2014, 2014-2015, 2017-2018, 2019-2020, 2022, 2024
- Chatham Cup: 1

2022

### Competizioni internazionali
- OFC Champions League: 13  (record)

2006, 2008-2009, 2010-2011, 2011-2012, 2012-2013, 2013-2014, 2014-2015, 2016, 2017, 2022, 2023, 2024, 2025
- Coppa del Presidente dell'OFC: 1 (record)

2014

### Competizioni giovanili
- National Youth League: 7

2007, 2009, 2012, 2013, 2017, 2018, 2019

### Altri piazzamenti
- New Zealand Football Championship:

Secondo posto: 2010-2011, 2012-2013, 2015-2016, 2016-2017, 2020-2021, 2023
Terzo posto: 2007-2008
- Chatham Cup:

Finalista: 2024
- OFC Champions League:

Semifinalista: 2018, 2019
- Coppa del mondo per club FIFA:

Terzo posto: 2014

## Organico

### Rosa 2024-2025
Aggiornata al 12 giugno 2025.
| N. |                          | Ruolo | Calciatore     |
| -- | ------------------------ | ----- | -------------- |
| 1  | Nuova Zelanda (bandiera) | P     | Conor Tracey   |
| 2  | Nuova Zelanda (bandiera) | C     | Mario Ilich    |
| 3  | Nuova Zelanda (bandiera) | D     | Adam Mitchell  |
| 4  | Nuova Zelanda (bandiera) | D     | Christian Gray |
| 5  | Nuova Zelanda (bandiera) | D     | Nikko Boxall   |
| 6  | Nuova Zelanda (bandiera) | C     | Jackson Manuel |
| 7  | Nuova Zelanda (bandiera) | A     | Myer Bevan     |
| 8  | Spagna (bandiera)        | C     | Gerard Garriga |
| 9  | Nuova Zelanda (bandiera) | A     | Angus Kilkolly |
| 10 | Nuova Zelanda (bandiera) | A     | Dylan Manickum |
| 11 | Nuova Zelanda (bandiera) | A     | Ryan De Vries  |
| 12 | Nuova Zelanda (bandiera) | D     | Regont Murati  |
| 13 | Nuova Zelanda (bandiera) | D     | Nathan Lobo    |
| 14 | Nuova Zelanda (bandiera) | D     | Jordan Vale    |

| N. |                          | Ruolo | Calciatore         |
| -- | ------------------------ | ----- | ------------------ |
| 15 | Nuova Zelanda (bandiera) | C     | Jeremy Foo         |
| 16 | Nuova Zelanda (bandiera) | A     | Joseph Lee         |
| 17 | Colombia (bandiera)      | D     | Jerson Lagos       |
| 18 | Uruguay (bandiera)       | P     | Sebastian Ciganda  |
| 19 | Irlanda (bandiera)       | D     | Dylan Connolly     |
| 20 | Nuova Zelanda (bandiera) | C     | Matthew Ellis      |
| 21 | Nuova Zelanda (bandiera) | D     | Adam Bell          |
| 22 | Cina (bandiera)          | C     | Zhou Tong          |
| 23 | Nuova Zelanda (bandiera) | D     | Alfie Rogers       |
| 24 | Nuova Zelanda (bandiera) | P     | Nathan Kyle Garrow |
| 25 | Nuova Zelanda (bandiera) | C     | Michael den Heijer |
| 26 | Nuova Zelanda (bandiera) | C     | David Yoo          |
| 27 | Nuova Zelanda (bandiera) | A     | Haris Zeb          |